# Arden Cars
La 'Arden Cars è un'azienda tedesca specializzata nell'elaborazione di autovetture ad alte prestazioni.

## Notizie storiche

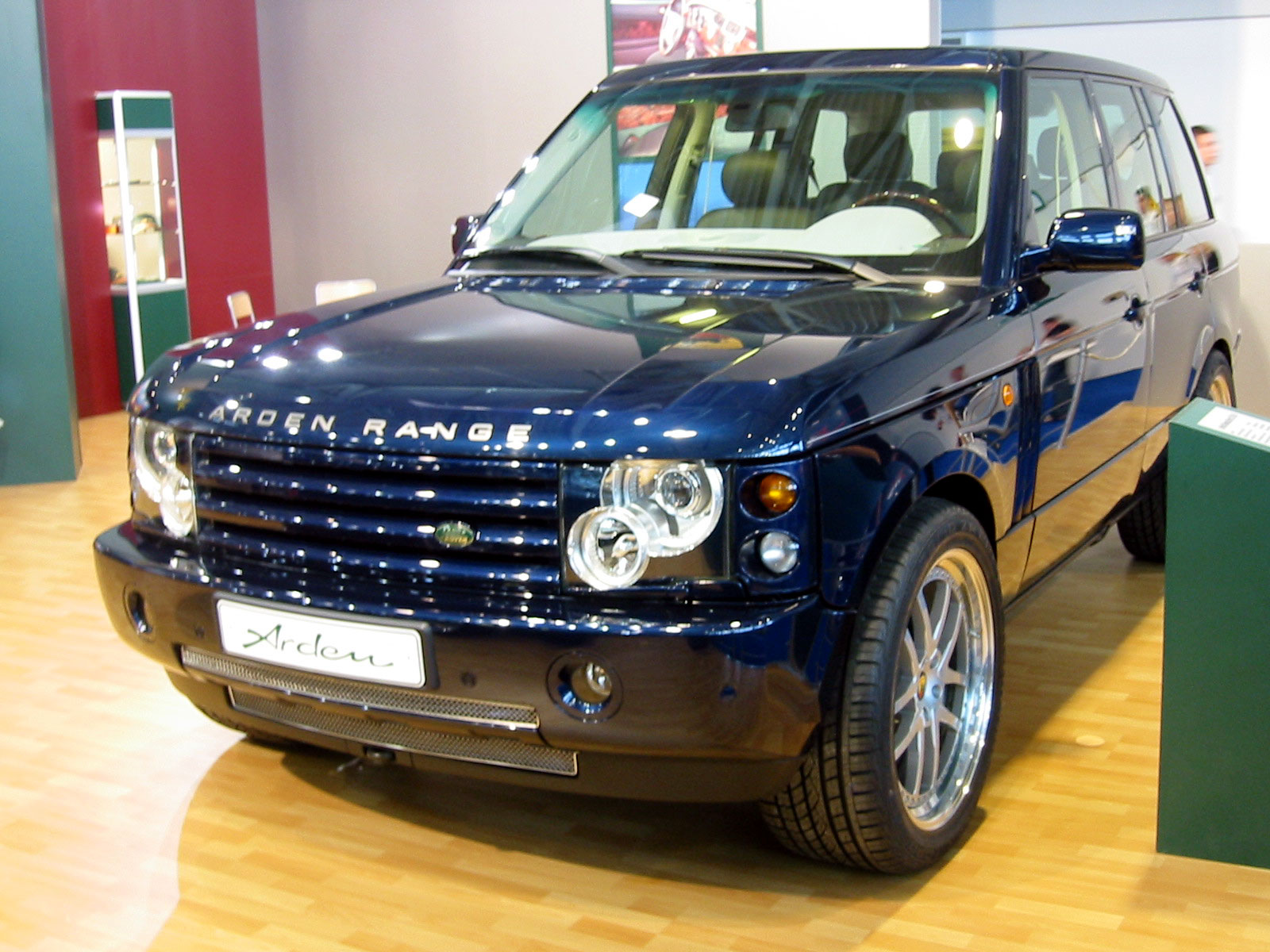
La Arden Range su base Range Rover

Realizzatore dell'azienda fu il pilota Jochen Arden, il quale iniziò la modifica estetica e meccanica di vetture di lusso presso Castle Zelem. Dopo quattro anni di attività fondò la Automobil GmbH e trasferì l'attività produttiva presso Kleve e nel 1978 aprì una seconda sede. All'inizio degli anni '80 vi fu l'acquisto di un ex concessionaria della Daimler che venne riconvertita per l'esposizione dei modelli prodotti da Arden e venne stretto un accordo con la Jaguar per la preparazione della XJ V12 Limousine. Tale modello venne denominato Arden AJ1 e venne presentata per la prima volta ad Essen durante una manifestazione sportiva.
Nel 1984 l'azienda strinse accordi commerciali con la Duncan Hamilton England e la Beverly Hills Motoring Company. Nel 1985 l'Automobil GmbH cambiò nome in Arden Automobil GmbH e nello stesso anno presentò presso il salone automobilistico di Francoforte la Arden AJ2 Cabriolet. Ciò permise alla fabbrica l'omologazione da parte dell'ufficio federale dei veicoli come azienda produttrice di autoveicoli a tutti gli effetti.
Nel 1987 venne realizzata la Arden AJ3 wagon e venne aperta la Arden Taiwan Ltd., succursale per la vendita asiatica delle vetture tedesche. Tra il 1988 e il 1989 furono presentati al pubblico presso dei saloni internazionali tre ulteriori modelli. In questo periodo l'industria cambiò nuovamente nome in Arden Automobil AG.
Nel 1990 vi fu il trasferimento presso la nuova sede di Krefeld e li venne fondata la Arden Jaguar Racing, il team corse dell'azienda. Con il supporto ufficiale della Jaguar la squadra vinse il GT European Championship del 1993. Oltre alle vittorie sportive, la Arden ottenne anche il premio European Jaguar Quality Club 1992-1993, riconoscimento rilasciato dall'azienda britannica ai suoi migliori concessionari europei.
Nel 1995 fu firmato un contratto con la Rover, portando alla fondazione della Arden Engineering GmbH. In questo periodo la Arden si occupò dello sviluppo, per conto della Jaguar, del sistema ABS, degli airbag e del cambio automatico a cinque rapporti ZF. Dal 1996 fu insignita per tre anni di fila del premio First class sales competition for Jaguar Germany GmbH.
Sul finire degli anni novanta venne firmato un accordo con la MBB Security per la realizzazione di versioni blindate dei fuoristrada prodotti dalla Land Rover.
Nel 2001 la Arden aveva aperto un totale di 22 punti di distribuzione in tutto il globo e vi fu il ritorno alla sede di Castle Zelem, che venne completamente restaurata. Nel 2004 iniziò la realizzazione di cerchioni speciali per le vetture preparate dall'azienda. Nel 2008 vennero introdotti nuovi piani per la preparazione di vetture prodotte dalla Mini e dalla Bentley. Nel 2009 vi fu la partecipazione al Mini Challenge e nel 2010 vi è la stretta di un accordo commerciale con la produttrice di pneumatici Vredestein. Tale accordo prevede anche che i test delle gomme avvengano sul circuito del NürburgRing.

## Prodotti

### Arden Range Rover Sport
Sulla base dell'accordo stretto con la Land Rover, la Arden presentò nel 2006 una versione elaborata del Range Rover Sport. Rispetto al modello di base, tale veicolo presentava un nuovo body kit, nuovi cerchi in lega, un nuovo impianto di scarico formato da marmitta in acciaio inox e quattro terminali in metallo cromato, nuovi interni con inserti in carbonio, Alcantara e cuoio e un nuovo propulsore Arden 4.5 da 480 cv di potenza con 640 Nm di coppia che permetteva al mezzo il raggiungimento di una velocità massima di 250 km/h.

### Arden AJ20
Nel 2007 venne realizzata la AJ20, versione elaborata della Jaguar XK Mk II. Rispetto alla versione originale, la vettura della Arden presentava un propulsore V8 4.5 che produceva 492 cv di potenza con 475 Nm di coppia. Ciò permetteva un'accelerazione da 0 a 100 km/h in 5,3 secondi, con velocità massima di 285 km/h. Oltre al propulsore anche il corpo vettura era stato modificato con l'introduzione di nuovi elementi aerodinamici ed erano state inserite nuove sospensioni sportive e nuovi cerchi in lega.
Un anno dopo è stata realizzata una nuova versione della Arden AJ20 basata sulla Jaguar XKR di seconda generazione. La vettura venne equipaggiata con un propulsore 4.5 sovralimentato dalla potenza di 480 cv con coppia di 640 Nm. Ciò permetteva un'accelerazione da 0 a 100 km/h in 4,1 secondi, con velocità massima di 305 km/h. Oltre all'aggiornamento meccanico, la AJ20 venne aggiornata con nuove componenti aerodinamiche per ridurre il CX e nuove prese d'aria per il raffreddamento delle componenti interne. Vennero inoltre inserite nuove sospensioni sportive e nuovi cerchi in lega.